# اندازه یک تماس باهات فاصله دارم
«اندازه یک تماس باهات فاصله دارم» (انگلیسی: One Call Away) آهنگ از خواننده آمریکایی چارلی پوث از آلبوم
نه آهنگ ذهنی که ۲۰ اوت ۲۰۱۵ توسط آتلانتیک رکوردز منتشر شد. این آهنگ یه رتبه ۱۲ بیلبورد هات ۱۰۰ دست پیدا کند.